# Kalmia procumbens
Espèce
Synonymes
Kalmia procumbens, en français Azalée couchée, Azalée des Alpes, Azalée naine, Azalée rampante ou Loiseleurie couchée, est une espèce de plantes à fleurs de la famille des Ericaceae et du genre Kalmia. C'est un sous-arbrisseau à petites fleurs roses commun aux régions tempérées à froides de l'hémisphère nord.
L'espèce est décrite en premier par le naturaliste suédois Carl von Linné en 1753, qui la classe dans le genre Azalea sous le basionyme Azalea procumbens. Elle est ensuite considérée par le botaniste français Nicaise Augustin Desvaux en 1813 comme la seule espèce du genre Loiseleuria, sous le nom Loiseleuria procumbens. L'espèce est enfin déplacée en 2005 dans le genre Kalmia sous le nom correct Kalmia procumbens.

## Description

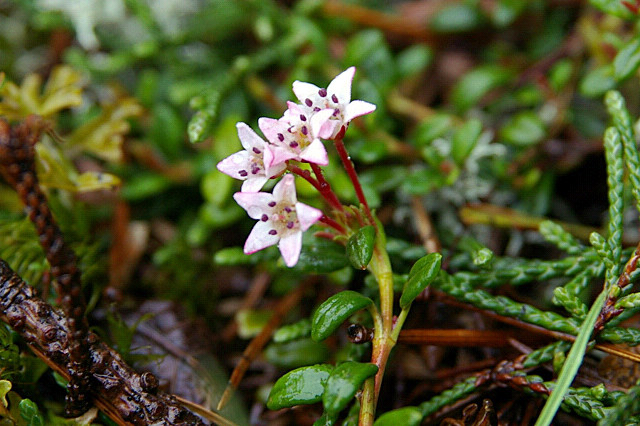
Fleur.

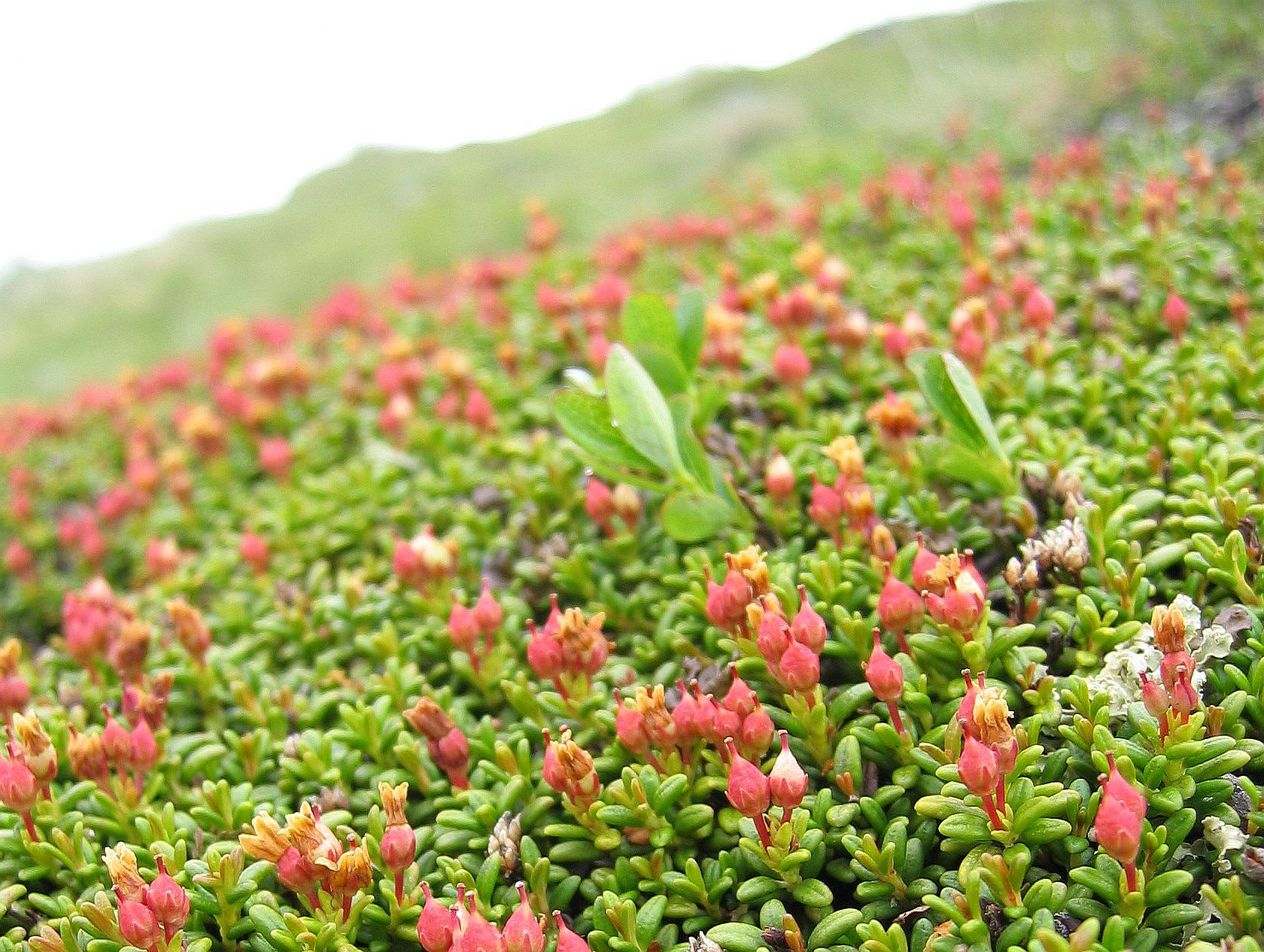
Fruits.

### Appareil végétatif
C'est un petit sous-arbrisseau de 10 à 30 cm, glabre, à tiges couchées-étalées et à rameaux diffus. Ses feuilles sont persistantes, opposées, rapprochées, petites, ovales, obtuses, convexes, roulées par les bords, entières, pétiolées, coriaces, glabres, vertes et luisantes sur les deux faces.

### Appareil reproducteur
Les fleurs sont roses, petites, dressées, par deux ou cinq en ombelles terminales. Les pédoncules sont plus courts que la fleur. Le calice a cinq lobes ovales-lancéolés, glabres. La corolle est caduque, en cloche, fendue jusqu'au milieu en cinq lobes réfléchis. Il y a cinq étamines. Le fruit est une capsule subglobuleuse, glabre, à deux ou trois loges et valves bifides. La floraison a lieu en juin et juillet en France, jusqu'en août en Amérique du Nord.

## Habitat et écologie

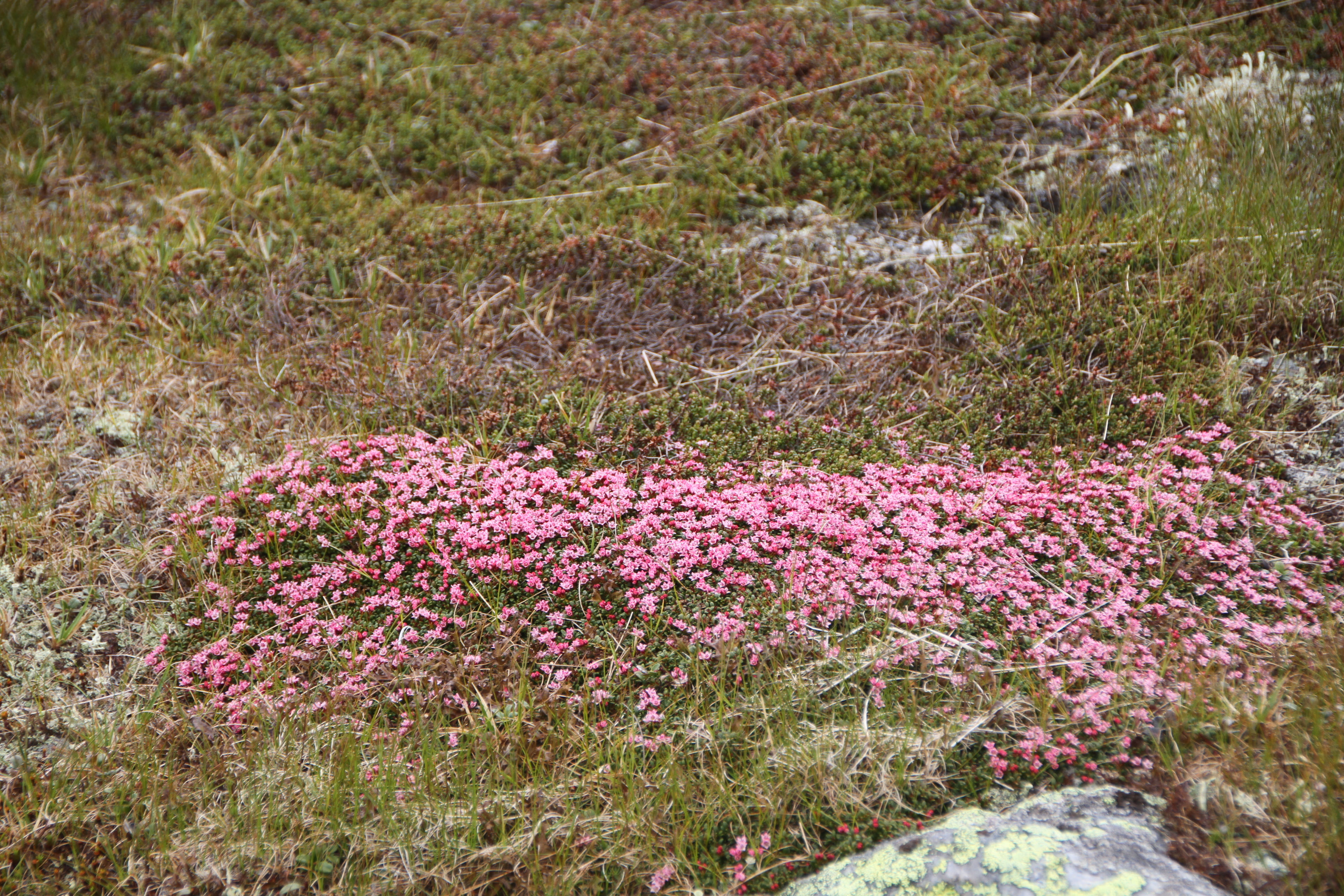
Azalée couchée dans son habitat, une pelouse.

Elle pousse sur les rochers et pelouses des hautes montagnes siliceuses, dans les landes, la toundra sèche à humide, subarctique, arctique et alpine, les marais côtiers, jusqu'à 2 500 m d'altitude en Amérique du Nord.

## Répartition
L'espèce est commune à l'ensemble des climats tempérés à froids du holarctique, présente en Amérique du Nord, en Europe et en Sibérie. C'est en Amérique du Nord la seule espèce du genre qui ne soit pas endémique. C'est un arbuste nain attrayant, qui est parfois cultivé dans les rocailles.

## Menaces et conservation
C'est une espèce vulnérable (VU) sur la Liste rouge régionale de la flore vasculaire de Provence-Alpes-Côte d’Azur.

## Synonymes
Kalmia procumbens a pour synonymes :
- Azalea procumbens L., 1753[1],[4]
- Chamaecistus procumbens (L.) Kuntze, 1891[1],[4]
- Chamaecistus serpyllifolius Gray, 1821[1],[4]
- Chamaeledon procumbens (L.) Link, 1821[1],[4]
- Kalmia procumbens (L.) Gift, Kron & P.F.Stevens, 2002 nom. inval.[1]
- Loiseleuria procumbens (L.) Desv., 1813[1],[4]
- Rhododendron procumbens (L.) E.H.L.Krause[4]